# Project Runway (2.ª temporada)
Project Runway - 2ª temporada foi a segunda temporada do reality show Project Runway. A segunda temporada foi ao ar em 7 de dezembro de 2005 nos Estados Unidos. Após uma seleção, dezesseis estilistas foram escolhidos como semi-finalistas. Após o primeiro desafio, chamado Road To The Runway (Caminho para a passarela), catorze participantes foram escolhidos para continuar na competição.
A vencedora dessa temporada foi a estilista Chloe Dao, que recebeu de prêmio cem mil dólares, um ano de contrato com a Designers Management Agency, um Saturn Sky roadster 2007, um ensaio na revista Elle, e uma parceria com o time de design da Banana Republic. O segundo lugar ficou com Daniel Vosovic e em terceiro lugar, Santino Rice.

## Participantes da 2ª temporada

### Estilistas
Os dezesseis estilistas da segunda temporada temporada foram:
| Participante      | Idade* | Cidade natal               |
| ----------------- | ------ | -------------------------- |
| Raymundo Baltazar | 24     | Los Angeles, CA            |
| Chloe Dao         | 33     | Houston, TX                |
| Marla Duran       | 51     | Allentown, PA              |
| Diana Eng         | 22     | Jacksonville, FL           |
| Kirsten Ehrig     | 37     | Los Angeles, CA            |
| Daniel Franco     | 33     | Los Angeles, CA            |
| Andrae Gonzalo    | 32     | Los Angeles, CA            |
| Zulema Griffin    | 28     | Nova Iorque, NY            |
| Kara Janx         | 29     | Joanesburgo, África do Sul |
| Emmett McCarthy   | 42     | Nova Iorque, NY            |
| Santino Rice      | 30     | Los Angeles, CA            |
| Heidi Standridge  | 25     | Atlanta, GA                |
| Nick Verreos      | 38     | Los Angeles, CA            |
| Guadalupe Vidal   | 29     | Los Angeles, CA            |
| Daniel Vosovic    | 24     | Nova Iorque, NY            |
| John Wade         | 24     | Los Angeles, CA            |

*As idades listadas são da época em que o show foi filmado, em 2004.
| Designer  | 1      | 2      | 3      | 4      | 5      | 6      | 7      | 8      | 9      | 10     | 11     | 13     | Episódios                 |
| --------- | ------ | ------ | ------ | ------ | ------ | ------ | ------ | ------ | ------ | ------ | ------ | ------ | ------------------------- |
| Chloe     | SALVA  | VENCEU | SALVA  | RUIM   | BOM    | BOM    | BOM    | BOM    | BOM    | VENCEU | BTT2   | VENCEU | Vencedor                  |
| Daniel V. | SALVO  | SALVO  | SALVO  | VENCEU | SALVO  | VENCEU | SALVO  | VENCEU | VENCEU | RUIM   | VENCEU | OUT    | Segundo colocado          |
| Santino   | VENCEU | BOM    | BOM    | BTT2   | VENCEU | BTT2   | BTT2   | RUIM   | SALVO  | BTT2   | SALVO  | ELIM   | Terceiro colocado         |
| Kara      | SALVA  | SALVA  | RUIM   | RUIM   | SALVA  | SALVA  | RUIM   | BTT2   | BOM    | BOM    | ELIM   |        | 11 - What's Your Line?    |
| Nick      | SALVO  | SALVO  | VENCEU | RUIM   | BOM    | BTT2   | SALVO  | RUIM   | BTT2   | ELIM   |        |        | 10 - Makeover             |
| Andrae    | SALVO  | BTT2   | RUIM   | BOM    | SALVA  | VENCEU | SALVO  | BOM    | ELIM   |        |        |        | 9 - Flower Power          |
| Zulema    | SALVA  | RUIM   | SALVA  | BOM    | SALVA  | SALVA  | VENCEU | ELIM   |        |        |        |        | 8 - Inspiration           |
| Emmett    | SALVO  | SALVO  | SALVO  | RUIM   | SALVO  | BOM    | ELIM   |        |        |        |        |        | 7 - On Thin Ice           |
| Diana     | RUIM   | SALVA  | SALVA  | SALVA  | RUIM   | ELIM   |        |        |        |        |        |        | 6 - Window Shopping       |
| Marla     | SALVA  | SALVA  | BTT2   | SALVA  | BTT2   | ELIM   |        |        |        |        |        |        | 6 - Window Shopping       |
| Guadalupe | SALVA  | SALVA  | SALVA  | SALVA  | ELIM   |        |        |        |        |        |        |        | 5 - Social Scene          |
| Daniel F. | BTT2   | BOM    | SALVO  | ELIM   |        |        |        |        |        |        |        |        | 4 - Team Lingerie         |
| Raymundo  | SALVO  | SALVO  | ELIM   |        |        |        |        |        |        |        |        |        | 3 - All Dolled Up         |
| Kirsten   | SALVO  | ELIM   |        |        |        |        |        |        |        |        |        |        | 2 - Clothes Off Your Back |
| Heidi     | ELIM   |        |        |        |        |        |        |        |        |        |        |        | 1 - Road To Runway        |
| John      | ELIM   |        |        |        |        |        |        |        |        |        |        |        | 1 - Road To Runway        |

     Fundo verde e WINNER significa que o estilista ganhou a segunda temporada de Project Runway.
      Fundo azul e VENCEU significa que o estilista ganhou o desafio.
      Fundo vermelho e ELIM significa que o estilista foi eliminado da competição.
      Fundo azul claro e BOM significa que o estilista teve uma das notas mais altas do desafio, mas não ganhou.
      Fundo rosa e LOW significa que o estilista teve uma das piores notas no desafio, mas não foi eliminado.
     Fundo laranja e LOW significa que o estilista ficou entre os dois piores, mas não foi eliminado.
     Fundo vermelho escuro e OUT significa que o estilista foi eliminado em uma eliminação dupla.

### Modelos
As dezesseis modelos participantes dessa temporada foram:
| Modelos              | Origem          |
| -------------------- | --------------- |
| Allison McAtee       | Erie, PA        |
| Alyssa Daugherty     | Pittsburgh, PA  |
| Cara Roberts         | Darien, CT      |
| Claudia              | Alemanha        |
| Danyelle Vilmenay    | Baltimore, MD   |
| Eden Henderson       | Queens, NY      |
| Eliza Jane           |                 |
| Grace Kelsey         | San Diego, CA   |
| Heather Brown        |                 |
| Lesley Ann Williams  |                 |
| Maria Lucia Santiago |                 |
| Melissa Braiser      | Nova Iorque, NY |
| Rachael Hartzog      |                 |
| Rebecca Holliday     | Savannah, GA    |
| Shannon Fluet        | Boston, MA      |
| Tarah Rodgers        | NC              |

| Grace      | IN     | VENCEU | IN     | IN     | IN     | IN     | IN    | IN     | IN     | IN  | IN     | IN   | VENCEU |  |  |
| Rebecca    | IN     | IN     | IN     | VENCEU | IN     | VENCEU | IN    | VENCEU | VENCEU | IN  | VENCEU | IN   | OUT    |  |  |
| Heather    | VENCEU | IN     | IN     | IN     | VENCEU | IN     | IN    | IN     | IN     | IN  | IN     | IN   | OUT    |  |  |
| Eden       | IN     | IN     | IN     | IN     | IN     | IN     | IN    | IN     | IN     | IN  | IN     | ELIM |        |  |  |
| Rachael    | SALVA  | SALVA  | SALVA  | VENCEU | SALVA  | SALVA  | WIN   | IN     | IN     | IN  | ELIM   |      |        |  |  |
| Danyelle   | SALVA  | SALVA  | SALVA  | VENCEU | IN     | IN     | IN    | IN     | IN     | OUT |        |      |        |  |  |
| Tarah      | SALVA  | SALVA  | VENCEU | SALVA  | SALVA  | SALVA  | SALVA | RUIM   | ELIM   |     |        |      |        |  |  |
| Shannon    | SALVO  | SALVO  | SALVO  | SALVO  | SALVO  | SALVO  | RUIM  | ELIM   |        |     |        |      |        |  |  |
| Lesley Ann | IN     | IN     | IN     | IN     | IN     | IN     | OUT   |        |        |     |        |      |        |  |  |
| Cara       | IN     | IN     | IN     | IN     | IN     | IN     | OUT   |        |        |     |        |      |        |  |  |
| Eliza      | IN     | IN     | IN     | IN     | IN     | OUT    |       |        |        |     |        |      |        |  |  |
| Claudia    | IN     | IN     | IN     | IN     | OUT    |        |       |        |        |     |        |      |        |  |  |
| Allison    | IN     | IN1    | IN     | OUT    |        |        |       |        |        |     |        |      |        |  |  |
| Melissa    | IN     | IN     | OUT    |        |        |        |       |        |        |     |        |      |        |  |  |
| Alyssa     | IN     | OUT    |        |        |        |        |       |        |        |     |        |      |        |  |  |
| Maria      | IN     | OUT    |        |        |        |        |       |        |        |     |        |      |        |  |  |

     Fundo verde e WINNER significa que a modelo ganhou a segunda temporada de Project Runway.
     Fundo azul e WIN significa que a modelo vestiu o design vencedor do episódio.
     Fundo vermelho e IN significa que a modelo vestiu o design perdedor do episódio.
     Fundo cinza e OUT significa que a modelo não foi escolhida e foi eliminada da competição.
     Fundo amarelo e OUT significa que a modelo retirou-se da competição.
↑Nota 1 : Allison foi originalmente eliminada, mas foi trazida de volta depois de Maria retirar-se da competição.
- No primeiro episódio, as modelos foram aleatoriamente designadas aos seus estilistas.
- No segundo episódio, os estilistas tiveram a chance de escolher suas modelos, onde o ganhador do desafio anterior poderia escolher primeiro e os outros estilisas escolheram em ordem aleatória.
- No segundo episódio, Maria, modelo de Raymundo, retirou-se da competição, então Allison, modelo de John no primeiro desafio, foi trazida de volta.
- A partir do terceiro episódio, apenas o ganhador do desafio anterior poderia trocar sua modelo. A única estilista que trocou de modelo foi Zulema.
- Já que as modelos eram eliminadas no início do episódio seguinte, nenhuma modelo fora eliminada no primeiro episódio.
- No décimo episódio, nenhuma modelo fora usada.

## Episódios

### Episódio 1:Road To The Runway
- Antes de chegarem a Nova Iorque, foram dados aos 16 participantes, seis metros de musselina, vinte dólares e uma semana para criarem uma roupa que representasse quem eles eram como estilistas. Após a chegada, fora informado que apenas 14 participantes passariam para a próxima fase.
- Jurados: Heidi Klum, Nina Garcia e Michael Kors.
- Vencedor: Santino
- Eliminados: Heidi Standridge e John Wade
- Data de exibição: 7 de dezembro de 2005 (nos Estados Unidos)

### Episódio 2:Clothes Off Your Back
- O desafio era fazer uma roupa com as roupas que os estilistas usavam no momento em que o desafio fora anunciado. Eles tiveram um dia para completar o desafio.
- Jurados: Heidi Klum, Nina Garcia, Michael Kors e Diane von Furstenberg.
- Vencedor: Chloe
- Eliminado: Kristen
- Data de exibição: 7 de dezembro de 2005 (nos Estados Unidos)

### Episódio 3:All Dolled Up
- O desafio era criar uma roupa para a coleção My Scene Barbie paraser usada pelas modelos e também para a boneca. O vencedor teria sua roupa a ser vendida como uma edição especial da boneca. Os estilistas tiveram um orçamento de 150 dólares e dois dias para completar o desafio.
- Jurados: Heidi Klum, Nina Garcia e Michael Kors
- Vencedor: Nick
- Eliminado: Raymundo
- Data de exibição: (nos Estados Unidos)

### Episódio 4:Team Lingerie
- O desafio era criar uma coleção de lingerie com três peças. Tiveram 200 dólares de orçamento, um dia para completar a coleção e tiveram que trabalhar em times de três. Os times foram:
  - Daniel V.,Andrae e Zulema
  - Diana,Marla e Guadalupe
  - Santino,Nick e Emmett
  - Daniel F.,Kara e Chloe
- Jurados: Heidi Klum, Nina Garcia, Cynthia Rowley e Alessandra Ambrósio
- Vencedor: Daniel V.
- Eliminado: Daniel F.
- Data de exibição: 21 de dezembro de 2005 (nos Estados Unidos)

### Episódio 5:Social Scene
- O desafio era criar uma roupa de festa para a socialite Nicky Hilton
- Jurados: Heidi Klum, Nina Garcia, Michael Kors e Nicky Hilton
- Vencedor: Santino
- Eliminado: Guadalupe
- Data de exibição: 4 de janeiro de 2006 (nos Estados Unidos)

### Episódio 6:Window Shopping
- O desafio era criar uma roupa para ser usada de dia e convertida para a noite para Banana Republic. Os estilistas tiveram um dia para terminar o desafio e tiveram que trabalhar em duplas. Os times ainda tiveram que criar uma vitrine viva na Banana Republic mostrando a ideia das roupas. O vencedor foi escolhido por votos dos clientes da Banana Republic. Os times foram:
  - Chloe e Emmett
  - Daniel V. e Andrae
  - Kara e Zulema
  - Santino e Nick
  - Diana e Marla

- Jurados: Heidi Klum, Nina Garcia, Michael Kors e Deborah Lloyd, estilista chefe da Banana Republic.
- Vencedor: Andrae e Daniel V.
- Eliminado: Diana e Marla
- Data de exibição: 11 de janeiro de 2006 (nos Estados Unidos)

### Episódio 7:On Thin Ice
- O desafio era criar uma roupa de patinação de gelo para a medalhista olímpica Sasha Cohen. Os estilistas tiveram um orçamento de 150 dólares e dois dias para completar o desafio.
- Jurados: Heidi Klum, Anne Slowey, diretora de notícias de moda da Elle,  Michael Kors e Sasha Cohen.
- Vencedor: Zulema
- Eliminado: Emmett
- Data de exibição: 18 de janeiro de 2006 (nos Estados Unidos)

### Episódio 8:Inspiration
- Os estilistas tiveram que tirar fotos e escolher uma como inspiração. Os estilistas contaram com um orçamento de cem dólares e um dia para completar o desafio.
- Jurados: Heidi Klum, Nina Garcia, Michael Kors e Jay McCarroll
- Vencedor: Daniel V.
- Eliminado: Zulema
- Data de exibição: 25 de janeiro de 2006 (nos Estados Unidos)

### Episódio 9:Flower Power
- O desafio era cirar um roupa a partir de materiais comprados em uma floricultura. Os estilistas tiveram um orçamento de cém dólares e uma hora para comprar o material.
- Jurados: Heidi Klum, Nina Garcia, Michael Kors, Mark Badgley e James Mischka
- Vencedor: Daniel V.
- Eliminado: Andrae
- Data de exibição: 1 de fevereiro de 2006 (nos Estados Unidos)

### Episódio 10:Makeover
- O desafio era criar um novo look para outro participante. Chloe criou para Nick; Nick criou Daniel V.; Daniel V. criou para Chloe; Kara criou para Santino; e Santino criou para Kara.
- Jurados: Heidi Klum, Nina Garcia, Michael Kors e Freddie Leiba
- Vencedor: Chloe
- Eliminado: Nick
- Data de exibição: 8 de fevereiro de 2006 (nos Estados Unidos)

### Episódio 11:What's Your Line?
- O desafio era criar uma roupa de festa para a modelo Iman Abdulmajid.
- Jurados: Heidi Klum, Nina Garcia, Michael Kors e Iman Abdulmajid
- Vencedor: Daniel V.
- Eliminado: Kara
- Data de exibição: 15 de fevereiro de 2006 (nos Estados Unidos)

### Episódio 12:Reunion
- Esse episódio consiste em uma reunião de todos os estilistas com Heidi e Tim, onde foram mostrados vários momentos ao longo do programa.
- Data de exibição: 22 de fevereiro de 2006 (nos Estados Unidos)

### Episódio 13:Finale (parte 1)
- O episódio mostra os três estilistas finalistas em suas casas criando suas coleções, onde Tim Gunn vai visitá-los. Um último desafio surpresa fora apresentado, onde os estilistas teriam que criar mais uma roupa para suas coleções. Nick, Andrae e Diana voltaram ao programa para ajudar Daniel V., Santino e Chloe, respectivamente.
- Data de exibição: 1 de março de 2006 (nos Estados Unidos)

### Episódio 14:Finale (parte 2)
- Os estilistas finalistas mostram suas coleções na New York Olympus Fashion Week.
- Jurados: Heidi Klum, Nina Garcia, Michael Kors e Debra Messing.
- Vencedor: Chloe
- Eliminado: Daniel V. (segundo colocado) e Santino (terceiro colocado)
- Data de exibição: 8 de março de 2006 (nos Estados Unidos)